# Marcus Derrickson
Marcus Derrickson, né le 1er février 1996 à Washington, D.C aux États-Unis, est un joueur américain de basket-ball évoluant au poste d'ailier.

## Biographie
Alors qu'il n'a effectué que trois saisons universitaires avec Georgetown, il décide se présenter à la draft 2018 de la NBA mais n'est pas sélectionné. Après avoir joué la Summer League 2018 avec les Warriors de Golden State, il signe, le 13 octobre 2018, un contrat "two-way" avec la franchise californienne.